# Alianza Liberal (España)
La Alianza Liberal fue una coalición política española de ideología liberal y monárquica en el que se unieron la Unión Liberal Española, Partido Liberal y la Federación de Partidos Demócratas y Liberales promovido por Joaquín Satrústegui en 1976 y legalizado en 1977.
Satrústegui se presentó las elecciones generales de 1977 para el Senado formando la candidatura Senado Democrático que contó con el apoyo de sectores liberales, democristianos y de izquierdas y salió elegido senador por Madrid. El partido cesó de existir el 4 de febrero de 1978, integrándose el Partido Liberal y la Federación de Partidos Demócratas y Liberales en UCD.